# مفلطح زيتوني
مفلطح زيتوني أو هلبوت ياباني (الاسم العلمي: Paralichthys olivaceus)، نوع من أنواع الأسماك البحرية المعتدلة من أسماك التونة الكبيرة التي تعيش في شمال غرب المحيط الهادئ.
وغالبًا ما يشار إليها باسم السمكة المفلطحة اليابانية أوالسمكة المفلطحة الكورية (광어) عند ذكرها في سياق تلك البلدان.
يصل طوله إلى 103 سم (41 بوصة) ويبلغ وزنه 9.1 كجم (20 رطلاً).